# Twisted
Twisted (titulada Giro inesperado en España y Acechada en Hispanoamérica) es una película de suspense dirigida por Philip Kaufman y protagonizada por Ashley Judd, Samuel L. Jackson y Andy García. Estrenada el 27 de febrero de 2004 en Estados Unidos y el 21 de mayo del mismo año en España.

## Argumento
Recién ascendida a inspectora de policía, Jessica Shepard (Ashley Judd) está tras la pista de un asesino en serie. Horrorizada, descubrirá que las víctimas son hombres con los que ella ha mantenido relaciones sexuales en días anteriores. 
La investigación se hace más y más compleja cuando su compañero empieza a comportarse de un modo extraño, y el comisario de policía, buscado por las autoridades para relevarla del caso ya que ella es la principal sospechosa de los crímenes. Todas las pistas apuntan en su dirección y Jessica empieza a pensar que quizás sea ella el asesino que anda buscando.

## Recepción crítica y comercial
Según la página de Internet Rotten Tomatoes obtuvo un 2% de comentarios positivos, llegando a la conclusión: "Un inverosímil y recalentado que desperdicia un reparto excelente. Twisted es un tópico andante, una novela policíaca risible."
Según la página de Internet Metacritic obtuvo críticas negativas, con un 26%, basado en 34 comentarios de los cuales sólo uno es positivo.
Recaudó 25 millones de dólares en Estados Unidos. Sumando las recaudaciones internacionales la cifra asciende a 40 millones. Su presupuesto fue de 50 millones.

## Reparto
- Ashley Judd como Jessica Shepard.
- Samuel L. Jackson como John Mills.
- Andy García como Mike Delmarco.
- David Strathairn como el doctor Melvin Frank
- Russell Wong como el teniente Tong.
- Camryn Manheim como Lisa.
- Mark Pellegrino como Jimmy Schmidt.
- Titus Welliver como Dale Becker.
- D. W. Moffett como Ray Porter.
- Richard T. Jones como Wilson Jefferson.
- Leland Orser como Edmund Cutler.
- Avan Jogia como Danny Desai.

## Estreno
- Estados Unidos: 27 de febrero de 2004
- Islandia: 12 de marzo de 2004
- Singapur: 25 de marzo de 2004
- Líbano: 8 de abril de 2004
- Filipinas: 14 de abril de 2004
- Grecia: 16 de abril de 2004
- México: 16 de abril de 2004
- Francia: 21 de abril de 2004
- Panamá: 23 de abril de 2004
- Australia: 20 de mayo de 2004
- Alemania: 20 de mayo de 2004
- Austria: 21 de mayo de 2004
- España: 21 de mayo de 2004
- Turquía: 21 de mayo de 2004
- Bélgica: 9 de junio de 2004
- Tailandia: 10 de junio de 2004
- Brasil: 11 de junio de 2004
- Emiratos Árabes Unidos: 16 de junio de 2004
- Baréin: 23 de junio de 2004
- Portugal: 24 de junio de 2004
- Polonia: 9 de julio de 2004
- Reino Unido: 9 de julio de 2004
- Estonia: 30 de julio de 2004
- Hungría: 5 de agosto de 2004
- Países Bajos: 2 de septiembre de 2004
- Egipto: 29 de septiembre de 2004
- Israel: 29 de septiembre de 2004
- Finlandia: 6 de octubre de 2004 (DVD premiere)
- Kuwait: 6 de octubre de 2004
- Japón: 6 de octubre de 2004
- Dinamarca: 13 de octubre de 2004 (DVD premiere)
- República Checa: 14 de octubre de 2004
- Argentina: 20 de octubre de 2004 (DVD premiere)
- Sudáfrica: 19 de noviembre de 2004 (DVD premiere)
- Noruega: 24 de noviembre de 2004 (DVD premiere)
- Italia: 26 de noviembre de 2004
- Corea del Sur: 3 de diciembre de 2004
- Suecia: 8 de diciembre de 2004 (DVD premiere)
- Hong Kong: 9 de junio de 2005

## DVD
Giro inesperado salió a la venta el 25 de enero de 2005 en España, en formato DVD. El disco contiene fichas, filmografías, tráiler cinematográfico, imágenes de rodaje (V.O.), entrevistas, featurette "El giro de la intriga" (V.O. Subtitulada) (11 min), featurette "Los inspectores: Las pistas del crimen" (V.O. Subtitulada) (10 min), featurette "San Francisco, escenario del crimen" (V.O. Subtitulada) (7 min), escenas eliminadas (V.O. Subtitulada) (16 min) y galería fotográfica.